# Butantoxin
Butantoxin (BuTX) ist ein Neurotoxin aus den Skorpionen Tityus serrulatus, T. bahiensis, T. stigmurus und T. trivitattus.

## Eigenschaften
Butantoxin ist ein Protein bindet an die spannungsgesteuerten Kaliumkanäle Shaker B und Kv1.2, sowie an die Ca2+-aktivierten Kaliumkanäle KCa 1.1 and KCa 3.1. Die IC50 von Butantoxin bei Kv1.3 und bei Kv1.2 sind 0,55 nM bzw. 6,19 nM. Mit einer niedrigeren Wirksamkeit hemmt es die Kaliumkanäle Kv1.1, Kv1.5, Kv1.6, Kv4.3, Kv7.1, Kv7.2, Kv7.4 und ERG/KCNH2. Es hemmt nicht die Kaliumkanäle Kv1.4, Kv2.1 und Kv3.1. Weiterhin fördert Butantoxin die Freisetzung von Stickstoffmonoxid, Interleukin-6 und TNF-alpha in J774.1-Zellen und wirkt entzündungsfördernd in Mäusen. Am N-Terminus befindet sich eine für Skorpiontoxine ungewöhnliche Disulfidbrücke. Die LD50 nach intravenöser Gabe in Mäusen liegt bei 826 μg/kg.

## Vorkommen
Butantoxin wird von drei brasilianischen und einer argentinischen Skorpionart gebildet. Es war das erste beschriebene Skorpiontoxin, das in mehreren Skorpionarten einer Gattung vorkommt.